# Tjärnen (Överkalix socken, Norrbotten, 738677-181499)
Tjärnen är en sjö i Överkalix kommun i Norrbotten och ingår i Kalixälvens huvudavrinningsområde.